# Helga Tempel

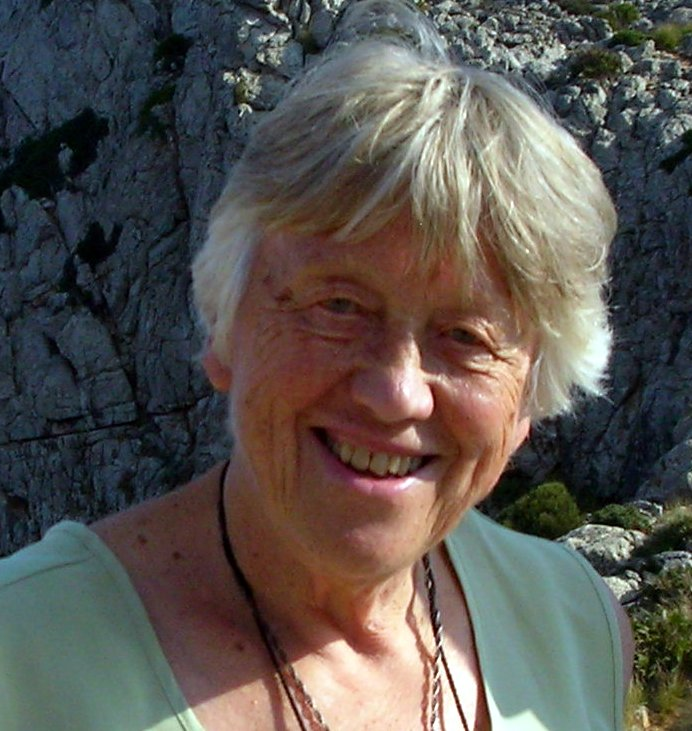
Helga Tempel

Helga Tempel geb. Stolle (* 10. Januar 1932 in Hamburg) ist Pädagogin, Quäkerin und Pazifistin.

## Leben
Helga Tempel studierte nach dem Abitur 1951 Pädagogik und Physik an der Universität Hamburg.
Von 1955–1963 und 1980–1992 arbeitete sie als Grundschul-Lehrerin in Hamburg. Während ihrer Kindererziehungszeit war sie auch an der Staatlichen Jugendmusikschule tätig und übernahm Aufgaben in der Vorschulerziehung und Erwachsenenbildung. Nach der Pensionierung ließ sie sich als Mediatorin ausbilden.
Seit 1962 ist sie mit Konrad Tempel verheiratet und hat drei Kinder (1963, 1965, 1968). Beide sind gemeinsam in der Friedensbewegung für Gewaltfreiheit und gesellschaftliche Partizipation engagiert.
Helga Tempel ist als Pädagogin daran orientiert, dass Menschen lernen können, ihre Konflikte gewaltfrei zu bewältigen. Sie gewann ihre Maßstäbe durch die Ethik der Bergpredigt, das Demokratieverständnis Henry David Thoreaus, aus chassidischen Erzählungen (Martin Buber) und der Praxis von Quäkern. Die Religiöse Gesellschaft der Freunde (Quäker) ist für Helga Tempel spirituelle Heimat. Sie war einige Jahre Vorsitzende der Jugendhilfe-Einrichtung “Quäker-Häuser”, organisierte Familien-Freizeiten und engagierte sich im Sinne des Quäker-Friedenszeugnisses (Friedensausschuss, 1986 “Pray-In” vor dem NATO-Oberkommando, Veröffentlichungen zur quäkerischen Friedenshaltung)

## Gegen Rüstung und Krieg
Mitte der 1950er Jahre wurde Helga Tempel Mitglied der Internationale der Kriegsdienstgegner (IdK), war engagiert in der Beratung für Kriegsdienstverweigerer, vertrat sie vor den Prüfungsausschüssen in zwei Instanzen und war Mitglied im IdK-Bundesvorstand. Sie war beteiligt an der Fusion mit der Gruppe der Wehrdienstverweigerer, Mitgründerin des Verbands der Kriegsdienstverweigerer / VK (1958) und später im VK-Bundesvorstand tätig. In dieser Zeit arbeitete sie mit an Entwürfen für ein Zivildienstgesetz.
Sie bekam Kontakt zur britischen Friedens- und Anti-Atomwaffen-Bewegung (April Carter, Pat Arrowsmith) und zu Gene Sharp, dem Redakteur der pazifistischen Wochenzeitung Peace News, und wurde Peace-News-Korrespondentin.
Helga Tempel war Mitgründerin des Aktionskreises für Gewaltlosigkeit (in der IdK, später im Verband der Kriegsdienstverweigerer) und beeinflusste deren politisches Engagement (1958 14-tägige „Mahnwache“ im Anschluss an die letzte große Kampf-dem-Atomtod-Kundgebung in Hamburg / 1959 30-tägiger Protest gegen französische Atomversuche in der Sahara / Suche nach „Todeszentren“ wie Aldermaston / UK und „Aktion Maulwurf“ gegen den Bau des ersten norddeutschen Atomschutzbunkers).
Sie gehörte 1960 zu den Organisatorinnen der ersten Ostermärsche gegen Atomwaffen jeder Nation in Ost und West und formulierte Flugblatttexte und Slogans (z. B. „Unser Nein zur Bombe ist ein Ja zur Demokratie“ / „Barbaren werden wir durch barbarische Mittel“), koordinierte 1961 den Amerikanisch-Europäischen Marsch San Franzisko-Moskau für einseitige Abrüstung, war mit Andreas Buro 1962 Mitbegründerin der Weltfriedensbrigade in Beirut und wurde Mitglied in deren Internationalem Rat.

## Für Konflikttransformation
Nach der Ankündigung der Entwicklung der Neutronenbombe Ende der 70er Jahre begann die zweite Phase ihres politischen Engagements, meist gemeinsam mit Konrad Tempel:
- in der Friedensinitiative Ahrensburg u. a. durch vierzehntägige Aktion “Fasten für den Frieden”, durch öffentliche Veranstaltungen zur “Entfeindung”, durch Werbung für eine Städtepartnerschaft mit einer Ostblock-Stadt und durch Beteiligung an Blockaden
- durch Mitwirkung in der Gründungsphase der Bildungs- und Begegnungsstätte für gewaltfreie Aktion / KURVE Wustrow,
- durch Beteiligung an der Gründung des Bunds für Soziale Verteidigung / BSV;
- durch Mitarbeit am Konzept des BSV für einen Zivilen Friedensdienst 1994 und Gründung des Forum Ziviler Friedensdienst / forumZFD 1996, dort bis 2008 Ko-Vorsitzende, seitdem Ehrenvorsitzende; für das forumZFD nahm sie 1997 den Gustav-Heinemann-Bürgerpreis (“für Personen, Gruppen oder Organisationen, die sich um Freiheit und Gerechtigkeit in eigenverantwortlicher Haltung verdient gemacht haben”) entgegen;
- durch den „Aufruf an alle Soldaten der Bundeswehr, die am Jugoslawien-Krieg beteiligt sind: Verweigern Sie Ihre weitere Beteiligung an diesem Krieg!“ in der taz vom 21. April 1999 als Mitunterzeichner[6]. Für Helga Tempel ist der Verweigerungs-Aufruf ein Aufruf zur Gewissensprüfung nach Grundgesetz Art. 4/3 und § 22 Soldatengesetz. Die Berliner Staatsanwaltschaft bewertete den Aufruf nach dem Strafgesetzbuch (§ 111, StGB) als Aufruf von Straftaten, nämlich zur Fahnenflucht (§ 16 Abs. 1 Wehrstrafgesetz [WStG]) und zur Gehorsamsverweigerung (§ 20 WStG).[7] Die meisten anderen Unterzeichner wurden verurteilt, sie und ihr Mann wurden in zwei Instanzen freigesprochen. Die Humanistische Union (HU) ehrte 2001 die Erstunterzeichner des Aufrufs mit dem Fritz-Bauer-Preis.[8] (siehe unten).
- durch Initiierung des Europäischen Netzwerks Ziviler Friedensdienste / EN.CPS und Mitwirkung an Lobby-Veranstaltungen bei EU-Institutionen in Brüssel.
- durch Beteiligung an der Konzeptionierung und Gründung der Nonviolent Peaceforce / NP für Unarmed Civilian Peacekeeping 2002 in Delhi und Engagement in der deutschen NP-AG.

Sie unterzeichnete 1977 die Selbstverpflichtung von Ohne Rüstung Leben, Stuttgart, („Ich bin bereit, ohne den Schutz militärischer Rüstung zu leben. Ich will in unserem Staat dafür eintreten, dass Frieden ohne Waffen politisch entwickelt wird“) und ist Mitglied im Internationalen Versöhnungsbund und im Bundesverband Mediation.

## Auszeichnungen
- 1988 “Olof-Palme-Friedenspreis” der SPD Stormarn, zusammen mit Konrad Tempel[9]
- 2001 Fritz-Bauer-Preis der Humanistischen Union[10], zusammen mit weiteren Erstunterzeichnern des Aufrufs vom 21. April 1999 in der taz: „Aufruf an alle Soldaten der Bundeswehr, die am Jugoslawien-Krieg beteiligt sind: Verweigern Sie Ihre weitere Beteiligung an diesem Krieg!“[11] unterzeichnet hatten (siehe oben).

## Werke
- Mitherausgeberin „Texte zur Gewaltfreiheit“: Gene Sharp „Auf anderen Wegen“ (Which Way to Freedom? – A Study in Nonviolence", 1957) Hamburg 1958, und Henry David Thoreau „Widerstand gegen die Regierung“ (Civil Disobedience", 1849, erster deutscher Einzeldruck), Hamburg  1959
- Mitherausgeberin und Übersetzerin “Handbuch für gewaltfreie Aktionen” von Charles Walker, Offenbach 1963
- „Ostermärsche gegen den Atomtod“, NDR 3 Schulfunk Geschichte, 2. Halbjahr, Hamburg 1982
- “Dass man da wohnen möge / Vision und Erfahrung eines gemeinsamen Lebens”, Pyrmont 1986
- Mitherausgeberin „Radikale Hoffnung – Stimmen zur Friedenshaltung deutscher Quäker heute“, Pyrmont 1993
- “Ich und Du / Wege zum konstruktiven Umgang mit Konflikten”, Freie und Hansestadt Hamburg, Behörde für Schule, Jugend und Berufsbildung, 1996
- „Anfänge gewaltfreier Aktion in den ersten 20 Jahren nach dem Krieg. Wer weiß, wie es wirklich war“, in Zeitschrift „Gewaltfreie Aktion – Vierteljahrshefte für Frieden und Gerechtigkeit“ Sonderband, Berlin 1997,
- „Leitlinien des Zivilen Friedensdienstes“, in Tilman Evers, Hrsg. „Ziviler Friedensdienst – Fachleute für den Frieden – Idee. Erfahrungen. Ziele“, Opladen 2000
- Mehrere Beiträge in Andreas Buro, Hrsg. „Geschichten aus der Friedensbewegung / Persönliches und Politisches“, Komitee für Grundrechte und Demokratie, Köln 2005
- "Spiritualität und Weltverantwortung – „Was bedeutet für mich Weltverantwortung? Was ist es, das mich leben und kämpfen lässt?“", Zeitschrift „Quäker“, Pyrmont, Heft 4 / 2007
- Mitherausgeberin  ”1660 bis 2010 – Laßt euer Leben sprechen / Quäker-Friedenszeugnisse in unserer Zeit”, Pyrmont 2010
- “Erfolgsgeschichte Ziviler Friedensdienst” in Magazin Friedensforum 3/2010